# Boisbriand
Boisbriand ist eine Stadt im Südwesten der kanadischen Provinz Québec. Sie liegt in der Verwaltungsregion Laurentides, rund 30 km nordwestlich von Montreal. Boisbriand gehört zur regionalen Grafschaftsgemeinde (municipalité régionale du comté) Thérèse-De Blainville, hat eine Fläche von 27,82 km² und zählt 26.884 Einwohner (Stand: 2016).

## Geographie
Boisbriand liegt in der Region Rive-Nord am Nordufer des Rivière des Mille Îles, einem Mündungsarm des Ottawa. Zum Stadtgebiet gehören auch mehrere Flussinseln, darunter Île Provost, Île Isaïe-Locas, Île de Mai, Île Morris, Île Thibault und Île Lefebvre. Auf der gegenüberliegenden Seite des Flusses liegt die Île Jésus. Das Gelände steigt gegen Westen allmählich an und wird von mehreren Bächen entwässert. Nachbargemeinden sind Sainte-Thérèse im Nordosten, Rosemère im Osten, Laval im Südosten, Saint-Eustache im Südwesten und Mirabel im Nordwesten.

## Geschichte
Der französische König Louis XIV. übertrug im Jahr 1683 dem Offizier Michel-Sidrac Dugué de Boisbriand eine weitläufige Seigneurie am Nordufer des Rivière des Mille Îles. 1740 begann die Besiedlung des heutigen Stadtgebiets, 1789 erfolgte die Gründung der Pfarrei. Durch Abspaltung von der Stadt Sainte-Thérèse entstand 1946 die neue Gemeinde Sainte-Thérèse-Ouest. In den 1960er Jahren begannen sich zahlreiche chassidische Juden der streng orthodoxen Bewegung Kiryas Tosh anzusiedeln, die heute über einen Zehntel der Bevölkerung stellen. 1970 erhielt die Gemeinde den Stadtstatus, musste aber ein Jahr später einen bedeutenden Teil ihres Gebiets an die neu geschaffene Stadt Mirabel abtreten, wo der Bau des internationalen Flughafens Mirabel geplant war. 1974 benannte sich die Gemeinde in Boisbriand um. Die Stadt ist seit 2000 Mitglied des Zweckverbandes Communauté métropolitaine de Montréal.

## Bevölkerung
Gemäß der Volkszählung 2011 zählte Boisbriand 26.816 Einwohner, was einer Bevölkerungsdichte von 966,3 Einw./km² entspricht. 82,7 % der Bevölkerung gaben Französisch als Hauptsprache an, der Anteil des Englischen betrug 3,3 %. Als zweisprachig (Französisch und Englisch) bezeichneten sich 0,7 %, auf andere Sprachen und Mehrfachantworten entfielen 13,3 % (darunter 7,0 % Jiddisch). Ausschließlich Französisch sprachen 44,1 %. Im Jahr 2001 waren 85,1 % der Bevölkerung römisch-katholisch, 5,5 % jüdisch, 2,2 % buddhistisch, 2,1 % protestantisch und 3,4 % konfessionslos.

## Verkehr und Wirtschaft
Nördlich des Stadtzentrums kreuzen sich zwei Autobahnen, die Autoroute 15 von Montreal in die Laurentinischen Berge und die Autoroute 640 entlang dem Rivière des Mille Îles. Am südlichen Stadtrand zweigt die Autoroute 13 in Richtung Laval ab. Der nordöstlichen Stadtgrenze entlang führt die Route 117, eine Hauptstraße von überregionaler Bedeutung. Die Stadt wird von mehreren Buslinien der Gesellschaft exo erschlossen. Diese führen zum Bahnhof von Sainte-Thérèse (Anschluss an exo-Vorortszüge nach Montreal und Saint-Jérôme) und zur Metrostation Montmorency in Laval.
Von 1966 bis 2002 betrieb General Motors ein Automobilwerk, die teilweise auf dem Stadtgebiet von Boisbriand liegende Sainte-Thérèse Assembly. Dort wurden Buick-, Chevrolet- und Oldsmobile-Modelle gefertigt; es war das einzige kanadische Automobilwerk außerhalb Ontarios.

## Sport
Die bekannteste Sportmannschaft der Stadt ist das Eishockeyteam Armada de Blainville-Boisbriand, das in der Ligue de hockey junior majeur du Québec. Die Heimspiele werden im Centre d’Excellence Sports Rousseau, das 3.250 Zuschauern Platz bietet.